# Дзецьмяркі
Дзецьмяркі (пол. Dziećmiarki) — село в Польщі, у гміні Клецько Гнезненського повіту Великопольського воєводства.
Населення — 162 особи (2011).
У 1975-1998 роках село належало до Познанського воєводства.

## Демографія
Демографічна структура станом на 31 березня 2011 року:
|          | Загалом | Допрацездатний вік | Працездатний вік | Постпрацездатний вік |
| -------- | ------- | ------------------ | ---------------- | -------------------- |
| Чоловіки | 85      | 16                 | 62               | 7                    |
| Жінки    | 77      | 16                 | 45               | 16                   |
| Разом    | 162     | 32                 | 107              | 23                   |